# Liste des héritiers du trône d'Italie
Cet article donne la liste des héritiers du trône d'Italie depuis la fondation du royaume d'Italie en 1861 jusqu'à son abolition en 1946. Les règles de succession ont inclus la loi salique et systématiquement désigné l'héritier en termes de primogéniture agnatique. 

## Liste des héritiers par dynastie
Le nom de la dynastie indiqué se réfère au souverain alors en place. Les héritiers peuvent appartenir à d'autres dynasties.
Les héritiers qui sont montés par la suite sur le trône sont indiqués en gras.

### Maison de Savoie (1861-1946)
| Héritier                                                                       | Héritier                                                    | Parenté avec le roi | Devient héritier                        | Cesse d'être héritier                     | Durée                      | 2e dans l'ordre de succession parenté avec l'héritier, dates                    | Roi dates de règne                                 |
| Portrait                                                                       | Nom                                                         | Parenté avec le roi | Devient héritier                        | Cesse d'être héritier                     | Durée                      | 2e dans l'ordre de succession parenté avec l'héritier, dates                    | Roi dates de règne                                 |
| ------------------------------------------------------------------------------ | ----------------------------------------------------------- | ------------------- | --------------------------------------- | ----------------------------------------- | -------------------------- | ------------------------------------------------------------------------------- | -------------------------------------------------- |
|                                                                                | Humbert, prince de Piémont futur Humbert Ier                | fils                | 17 mars 1861 avènement de son père      | 9 janvier 1878 son avènement              | 16 ans, 9 mois et 23 jours | Amédée, duc d'Aoste son frère (17 mars 1861 - 11 novembre 1869)                 | Victor-Emmanuel II (17 mars 1861 - 9 janvier 1878) |
| Victor-Emmanuel, prince de Naples son fils (11 novembre 1869 - 9 janvier 1878) | Humbert, prince de Piémont futur Humbert Ier                | fils                | 17 mars 1861 avènement de son père      | 9 janvier 1878 son avènement              | 16 ans, 9 mois et 23 jours |                                                                                 | Victor-Emmanuel II (17 mars 1861 - 9 janvier 1878) |
|                                                                                | Victor-Emmanuel, prince de Naples futur Victor-Emmanuel III | fils                | 9 janvier 1878 avènement de son père    | 29 juillet 1900 son avènement             | 22 ans, 6 mois et 20 jours | Amédée, duc d'Aoste son oncle (9 janvier 1878 - 18 janvier 1890)                | Humbert Ier (9 janvier 1878 - 29 juillet 1900)     |
| Emmanuel-Philibert, duc d'Aoste son cousin (18 janvier 1890 - 29 juillet 1900) | Victor-Emmanuel, prince de Naples futur Victor-Emmanuel III | fils                | 9 janvier 1878 avènement de son père    | 29 juillet 1900 son avènement             | 22 ans, 6 mois et 20 jours |                                                                                 | Humbert Ier (9 janvier 1878 - 29 juillet 1900)     |
|                                                                                | Emmanuel-Philibert, duc d'Aoste                             | cousin              | 29 juillet 1900 avènement de son cousin | 15 septembre 1904 naissance de son cousin | 4 ans, 1 mois et 17 jours  | Amédée, duc d'Apulie son fils                                                   | Victor-Emmanuel III (29 juillet 1900 - 9 mai 1946) |
|                                                                                | Humbert, prince de Piémont futur Humbert II                 | fils                | 15 septembre 1904 sa naissance          | 9 mai 1946 son avènement                  | 41 ans, 7 mois et 24 jours | Emmanuel-Philibert, duc d'Aoste son cousin (15 septembre 1904 - 4 juillet 1931) | Victor-Emmanuel III (29 juillet 1900 - 9 mai 1946) |
| Amédée, duc d'Aoste son cousin (4 juillet 1931 - 12 février 1937)              | Humbert, prince de Piémont futur Humbert II                 | fils                | 15 septembre 1904 sa naissance          | 9 mai 1946 son avènement                  | 41 ans, 7 mois et 24 jours |                                                                                 | Victor-Emmanuel III (29 juillet 1900 - 9 mai 1946) |
| Victor-Emmanuel, prince de Naples son fils (12 février 1937 - 9 mai 1946)      | Humbert, prince de Piémont futur Humbert II                 | fils                | 15 septembre 1904 sa naissance          | 9 mai 1946 son avènement                  | 41 ans, 7 mois et 24 jours |                                                                                 | Victor-Emmanuel III (29 juillet 1900 - 9 mai 1946) |
|                                                                                | Victor-Emmanuel, prince de Naples                           | fils                | 9 mai 1946 avènement de son père        | 13 juin 1946 abolition de la monarchie    | 1 mois et 4 jours          | Aymon, duc d'Aoste son cousin                                                   | Humbert II (9 mai - 13 juin 1946)                  |